# Efekt pseudopewności
Efekt pseudopewności określa ludzką tendencję do unikania ryzyka, gdy oczekiwany wynik jest pozytywny, przy jednoczesnym dążeniu do ryzyka, gdy oczekiwany wynik jest negatywny. Powoduje to, że preferowany wybór może zależeć wyłącznie od odpowiedniego sformułowania problemu, bez zmiany żadnych jego parametrów.

## Przykład[1]
Z powodu epidemii zagrożone jest życie 600 osób. Wiadomo, że metoda leczenia A uratuje 200 z nich. Metoda  leczenia B ma 1/3 szans na uratowanie wszystkich 600 osób i 2/3 szans na nieuratowanie nikogo. Którą metodę należy zastosować?
Na 152 zapytane osoby, 72% rekomendowało metodę A i 28% rekomendowało metodę B. Większość respondentów preferowała bezpieczne uratowanie 200 osób nad ryzykowną strategię, która mogłaby nie ocalić nikogo. Warto zauważyć, że wartość oczekiwana liczby uratowanych jest taka sama dla tych dwóch metod.
W kolejnym badaniu 155 osobom przestawiono ten sam problem w inny sposób: 
Metoda A spowoduje śmierć 400 osób. Zastosowanie metody B daje 1/3 szans na to, że nikt nie zginie i 2/3 szans na to, że zginie 600 osób.
W takim sformułowaniu 78% badanych rekomendowało metodę B. Większość uznawała, że warto zaryzykować nawet większe straty (600 ofiar), niż spowodowania pewnej śmierci 400 osób.